# Bandera de la República Dominicana
La Bandera de la República Dominicana es la bandera que representa al país y que, junto con el Escudo y el Himno, tiene la categoría de símbolo patrio.
De acuerdo con lo descrito dentro del artículo 31 de la Constitución, tiene una cruz en el centro que extiende hacia las extremidades y divide la bandera en cuatro rectángulos: los de arriba son azul ultramar (en el lado del asta) y rojo bermellón; y los de abajo son rojo bermellón (en el lado del asta) y azul ultramar. En el centro de la cruz existe el escudo de armas de la República Dominicana.

## Historia
La bandera dominicana se originó de los ideales cristianos de Duarte, con dos franjas blancas que se juntan formando una cruz. Las primeras banderas fueron confeccionadas por varias mujeres: María Trinidad Sánchez, María de Jesús Pina, Isabel Sosa y Concepción Bona. Juan Pablo Duarte la concibió y fue aprobada como bandera dominicana por Los Trinitarios el 16 de junio de 1838.
La bandera dominicana se izó por primera vez el 27 de febrero del 1844 en la Puerta del Conde, en la proclamación de la independencia dominicana.
Con las primeras Constituciones de la República, quedó adoptada la Bandera Nacional como símbolo patrio y se alternó un cuartel azul por rojo y se le agregó el escudo de República Dominicana en el centro. 
La bandera desde su nacimiento es única, puesto que no hay otra en el mundo que tenga en su centro la biblia y la cruz.
Los patricios utilizaron el color azul ultramarino, como protección de Dios sobre la Nación. El color rojo bermellón como la sangre derramada por los patriotas en la lucha de libertad de nuestra nación. Y la cruz blanca en el centro la cual simboliza la paz y la unidad de los Dominicanos. Cada detalle fue elegido a conciencia y no se usa simplemente un rojo o un azul común.

## Descripción
La Bandera Nacional se compone de los colores azul ultramar, rojo bermellón y blanco, en cuarteles alternados, colocados de tal modo que el azul quede hacia la parte superior del asta, separados por una cruz blanca del ancho de la mitad de la altura de un cuartel y que lleve en el centro el Escudo Nacional.
Colores y simbolismo
A los colores de la bandera se le atribuyen los siguientes conceptos:
- Rojo Bermellón: Representa la sangre derramada por los patriotas en las batallas para conseguir la independencia de la Nación.
- Azul ultramar: Representa el cielo que cubre la Patria, que Dios protege la nación dominicana y los ideales de progreso de los dominicanos.
- Blanco: Representa la paz y unión entre todos los dominicanos.

## Reglamentación y uso
El uso de la bandera dominicana está regulado esencialmente por la Ley 210-19 que regula el uso de los símbolos patrios de la República Dominicana. Estos estipulan lo siguiente:
- El lado frontal de la bandera es aquel en el cual el cuartel azul queda a la izquierda del observador.
- La bandera nunca tocará el suelo.
- La bandera será enhestada todos los días laborables en todos los edificios y dependencias oficiales del estado, desde la salida hasta la puesta del sol.
- La bandera no debe exhibirse en mal estado (ni rasgada, ni maltratada, ni sucia...).
- Es un deber de todo dominicano exhibir la bandera en los días de fiestas patrias (27 de febrero o 16 de agosto, por ejemplo).
- Cuando la bandera se ice junto a otra, debe quedar siempre a la derecha (izquierda del observador mirándola de frente).
- Cuando la bandera sea colocada en forma vertical, el cuartel azul de la esquina superior, el que está unido al borde grueso de la driza, deberá quedar a la izquierda del observador.
- Cuando la bandera sea colocada horizontalmente sobre una pared la bandera deberá colgarse de modo que el cuartel superior azul que está unido al borde derecho de la driza, quede a la izquierda del observador.

|  | Cuando la bandera esta doblada debe quedar de azul y en la ilustración está rojo. Notase que es un error pues en la imagen que empieza a doblar es por el rojo, por ser esto lo correcto y terminar en azul. |
|  | |

|  |

### Luto
- En los días declarados oficialmente como duelo nacional, primero se iza la bandera hasta el tope del asta y luego se baja a media asta.
- Los ataúdes de los miembros de las Fuerzas Armadas y de funcionarios públicos de alta jerarquía se cubrirán con la Bandera Nacional. Fuera de ello, solo podrán cubrir con la bandera los ataúdes de personas insignes que le hubieren servido a la patria y hubiesen reunido condiciones de proceridad.

### Día de la Bandera
La celebración del día de la bandera consta en la Gaceta Oficial n.º 5231 del mes de mayo de 1938. En ella se declaraba como día de la bandera el 24 de octubre, porque ese día nació el Generalísimo Trujillo.
Una vez finalizada la Era de Trujillo, la Ley 6085 del 22 de octubre de 1962 (Gaceta Oficial 8707 del 3 de noviembre de 1962) instituyó como día de la bandera nacional el 27 de febrero, el día de la Independencia Dominicana:
 Ley Número 6085
CONSIDERANDO: que por ser la Bandera un Símbolo de la Patria, ninguna fecha es más acertada que el 27 de febrero, en que se celebra la Independencia Nacional, con lo cual se conmemorara, junto con el nacimiento de la República el día en que flotó por primera vez nuestro Pabellón, Libre y Orgulloso en el legendario Baluarte del Conde.

 ARTÍCULO ÚNICO.- Se instituye como día de la bandera, el 27 de febrero de cada año, aniversario de la independencia
DADA..... Veintidós días del mes de octubre de 1962...
DADA . por el Consejo de Estado... Veintidós días del mes de octubre de 1962...
  Presidente Rafael Bonnelly

## Exaltaciones patrias

### En poesía
El poeta e intelectual Gastón Fernando Deligne compuso un poema en honor a la bandera nacional llamado “Arriba el Pabellón”, cuya última estrofa es muy popular. Nótese que las estrofas 7, 8 y 9 hablan del significado de los colores de la bandera:
| ¡Tercien armas! ¡como quiera! el acostumbrado estruendo ello es que el sol va saliendo y hay que enhestar la bandera. Enfilando pelotón de la guardia somnolienta al pie del asta presenta arbitraria formación. Y hechas a las dos auroras en que cielo y Patria están pasan de largo a su afán las gentes madrugadoras. | Ni ven el sol de la raza cuyos colores lozanos tremulan entre las manos del ayudante de la plaza. Ni del lienzo nacional fijo ya a delgada driza recuerda que simboliza toda una historia inmortal. Pues cada matiz encierra lo que hicieron los mayores por el bien y los honores y el rescate de la tierra. | El rojo de su gloriosa decisión dice al oído, Soy - dice - el laurel teñido con su sangre generosa. Es el azul de su anhelo progresitas clara enseña color con que el alma sueña cuando sueña con el cielo. El blanco póstumo amor a sus entrañas se aferra dar por corona a la guerra el olivo al redentor. | Presenten armas, ya ondea el Pabellón y se encumbra bajo el sol que deslumbra y el clarín que clamorea; ladra un can del estridente sonido sobresaltado arede en aromas el prado rompe en trinos el ambiente. ¡Que linda en el tope estás Dominicana bandera! ¡Quién te viera, quien te viera más arriba mucho más! |

### Himno a la Bandera
La bandera nacional tiene su propio himno, pero tiene como escenario el ambiente escolar. este reza así:
| Ya empezó su trabajo la escuela y es preciso elevarte a lo azul relicario de viejos amores, mientras reine la mágica luz. | Nos sentimos arder a tu influjo la luz viva de un fuego interior cuando flotas alegre, besada por los cálidos rayos del sol. | ¡Dios!, parece decir, ¡oh bandera! la sublime expresión de tu azul; ¡Patria!, el rojo de vivida llama; ¡Libertad!, dice el blanco en la cruz. | Mientras haya una Escuela que cante tu grandeza bandera de amor, flotaras con el alma de Duarte vivirás con el alma de Dios. |

## Cronología Histórica
| Bandera | Periodo       | Uso                                               | Descripción |
| ------- | ------------- | ------------------------------------------------- | --- |
|         | 1492–1795     | Bandera de la capitanía general de Santo Domingo  | Bandera de la Cruz de Borgoña que fue utilizada por unidades militares españolas en los siglos XV al XVIII y se suele usar para representar al denominado Imperio Español o Monarquía Hispánica. |
|         | 1809-1821     | Bandera de la capitanía general de Santo Domingo  | La ocupación francesa de Santo Domingo amenazaba con desvirtuar la identidad y costumbres españolas de los dominicanos. Los españoles se rebelaron contra los franceses en la batalla de Palo Hincado expulsándolos. De esta manera, Santo Domingo regresa nuevamente a España hasta 1821. Este periodo es conocido como España Boba. |
|         | 1821-1822     | Bandera del Estado Independiente de Haití Español | Durante el periodo de la España Boba, España "descuidó" Santo Domingo para atender los territorios virreinales de la América continental que se querían independizar. Inconformes, los criollos dirigidos por José Núñez de Cáceres se separaron de España y crearon la República de Haití Español para anexionarla posteriormente a la Gran Colombia. Este estado existió hasta 1822. Este periodo es conocido como independencia efímera. |
|         | 1822-1844     | Bandera de Haití                                  | Fue un período histórico que duró 22 años, en el cual Haití gobernó la parte oriental de la isla imponiéndose sobre el nuevo Estado de Haití Español, el cual fue dividido en dos departamentos: situándose en la porción norte, el Cibao y en la porción sur, el Ozama. Los veintidós años de la ocupación haitiana de Santo Domingo, después de un breve período de independencia son recordados en gran medida por los dominicanos como un período de régimen militar brutal, aunque la realidad es más compleja. En este período se llevaron a cabo expropiaciones de tierra a gran escala, en desmedro de los esfuerzos necesarios para la producción de cultivos de exportación. Se impuso el servicio militar, se restringió el uso de la lengua española y se trató de eliminar las costumbres tradicionales. En 1822 Boyer entró a la Santo Domingo con 10 000 soldados y recibió las llaves de la ciudad. |
|         | 1844-1849     | Bandera de los Trinitarios                        | Durante los 22 años de ocupación los haitianos tomaron medidas políticas que disgustaron a los dominicanos: Las personas de piel blanca no podían tener propiedades, a la iglesia católica se le confiscaron sus bienes, se aumentaron exageradamente los impuestos, la universidad de Santo Domingo fue cerrada, el gobierno haitiano quiso privar al pueblo dominicano de sus costumbres de raíz hispánica, toques de queda, etc. Debido a estos problemas y muchos otros, los dominicanos se dieron cuenta de que eran diferentes a los haitianos en idiosincrasia y costumbres, por lo que tomaron la firme decisión de independizarse de Haití. |
|         | 1849-1861     | Bandera de la República Dominicana                | |
|         | 1861-1865     | Bandera de la capitanía general de Santo Domingo  | En 1861, después de 17 años de independencia, el general Pedro Santana le pidió a la reina Isabel II de España que retomara el control de la República Dominicana y España hizo del territorio una provincia, ejecutándose así la unión. |
|         | 1865-1916     | Bandera de la República Dominicana                | |
|         | 1916-1924     | Bandera de Estados Unidos (1912-1948)             | Después de la Guerra de la Restauración, instigada por el interés de los Estados Unidos en controlar Hispanoamérica, la República Dominicana pasó varios años de guerras civiles internas, inestabilidad política y de endeudamiento irresponsable, primero con bancos europeos y luego con bancos estadounidenses. Cada gobierno dominicano que subía al poder cogía prestado dinero y era derrocado, siguiendo este ciclo una y otra vez, los estadounidenses temerosos de que la deuda no le llegase a ser pagada, invadieron militarmente la República Dominicana en 1916 y una vez ocupada, ejecutaron varias reformas económicas. |
|         | 1924-presente | Bandera de la República Dominicana                | |